# Пілеолус

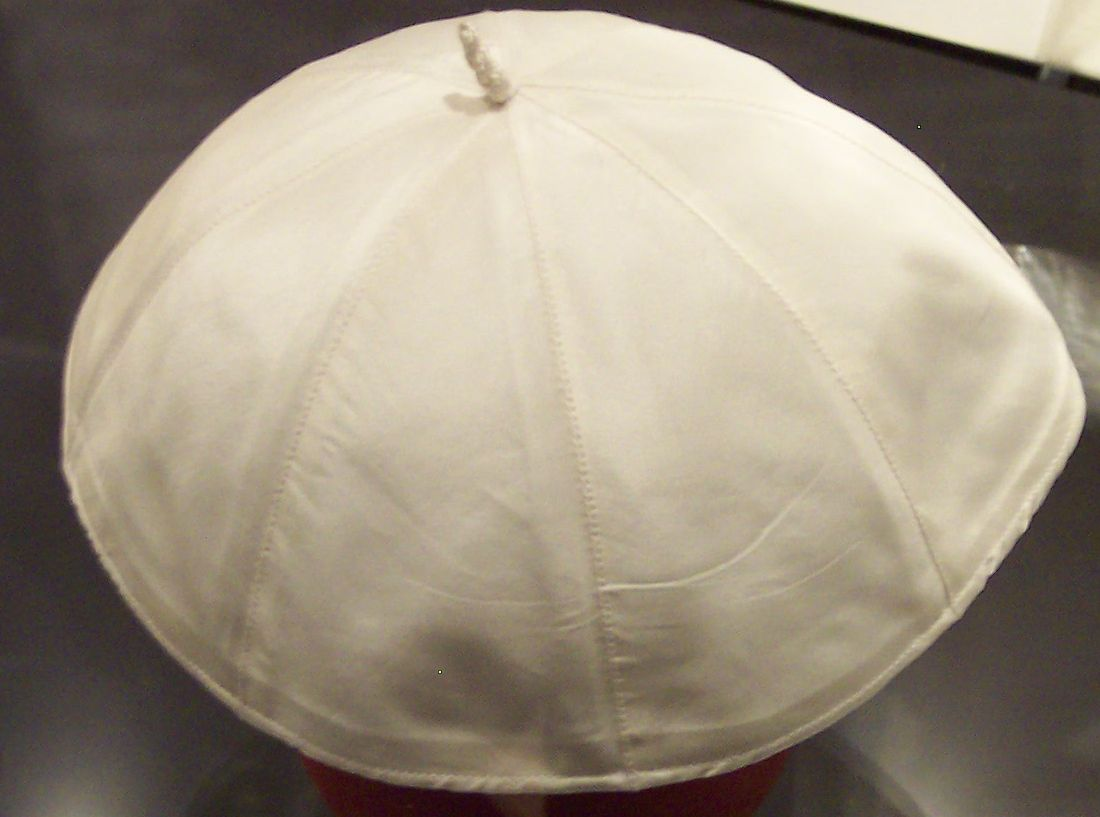
Пілеолус

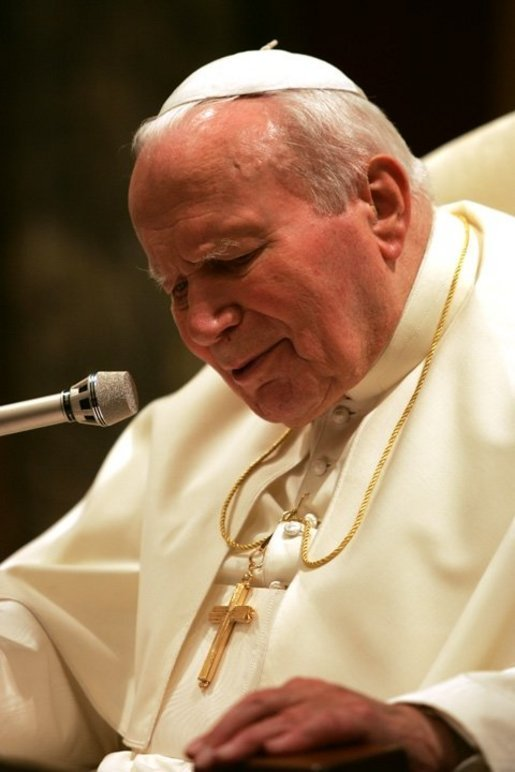
Іван-Павло II у Пілеолусі

Пілеолус (лат. pileolus, від pileus — «капелюх, кепка»), інша назва цуккетто (італ. zucchetto — «тюбетейка, ярмулка, камилавка»; ісп. solideo, від лат. soli Deo — «лише Богу») — традиційний головний убір кліру римо-католицької і англіканської церков. Виник внаслідок практичної необхідності, а саме для того, щоб утримувати тонзуру представників духовенства в теплі в зазвичай холодних, сирих приміщеннях церков.

## Використання
Став традиційним головним убором. Складається з восьми сегментів, зшитих разом, з маленьким хвостиком зверху. Зовні практично ідентичний традиційному єврейському головному убору кіпа (ярмулка). Всі члени римо-католицької церкви, посвячені в духовний сан, зобов'язані носити пілеолус. Колір цього головного убору визначає ранг його власника. Пілеолус Папи Римського білого кольору, кардинала — червоний або яскраво-червоний, єпископів, територіальних абатів і територіальних прелатів — фіолетовий, священники та диякони носять пілеолус чорного кольору. У реальній практиці носіння пілеолуса католицькими священиками та дияконами надзвичайно рідкісне явище, проте поширене серед абатів. Коричневі головні убори, схожі на пілеолус, іноді носять францисканські, бенедиктинські, а також трапістські ченці, однак вони, як правило, щільніші, тому що служать в першу чергу для зігрівання голови.

## Літургія
Всі представники єпископату, тобто Папа Римський, кардинали, титулярні єпископи (володіють званням, але не мають підлеглих територій), єпархіальні єпископи носять пілеолус протягом більшої частини літургії, знімаючи його на початку молитви Canon of the Mass і повертаючи на місце наприкінці церемонії причастя. Невелика мідяна або дерев'яна підставка, розташована на вівтарі і відома як funghellino, використовується в деяких церквах для зберігання пілеолуса протягом цієї частини служби. Нікому іншому не дозволено одягати пілеолус під час літургії. Також пілеолус залишається на голові, коли духовна особа одягає митру. Він розташовується всередині митри. Оскільки митра не має дна, пілеолус розташовується на голові, в той час як митра розміщується навколо нього.

## Звичаї
У Папи Римського Івана Павла II був звичай дарувати пілеолус, який він носив, якщо такий був під рукою, на пам'ять своїм гостям. Подібна практика була прийнята і при інших папах.
Пілеолус носять деякі англіканські єпископи, переважно в Африці. Носиться він згідно з тим же звичаєм, що і в Римо-Католицькій Церкві. Типовий приклад — архієпископ з Південно-Африканської Республіки Десмонд Туту.